# Gorzyce (gemeente in powiat Tarnobrzeski)
De gemeente Gorzyce is een landgemeente in het Poolse woiwodschap Subkarpaten, in powiat Tarnobrzeski.
De zetel van de gemeente is in Gorzyce.
Op 30 juni 2005, telde de gemeente 13 960 inwoners.

## Oppervlakte gegevens
In 2002 bedroeg de totale oppervlakte van gemeente Gorzyce 69,36 km², waarvan:
- agrarisch gebied: 69%
- bossen: 14%

De gemeente beslaat 13,34% van de totale oppervlakte van de powiat.

## Demografie
Stand op 30 juni 2004:
| Omschrijving                   | Totaal | Totaal | Vrouwen | Vrouwen | Mannen | Mannen |
| ------------------------------ | ------ | ------ | ------- | ------- | ------ | ------ |
| eenheid                        | aantal | %      | aantal  | %       | aantal | %      |
| inwoners                       | 13 682 | 100    | 6962    | 50,9    | 6720   | 49,1   |
| bevolkingsdichtheid (inw./km²) | 197,3  | 197,3  | 100,4   | 100,4   | 96,9   | 96,9   |

In 2002 bedroeg het gemiddelde inkomen per inwoner 1356,78 zł.

## Administratieve plaatsen (sołectwo)
Furmany, Gorzyce (sołectwa: Gorzyce en Gorzyce-Osiedle), Motycze Poduchowne, Orliska, Sokolniki, Trześń, Wrzawy, Zalesie Gorzyckie.

## Aangrenzende gemeenten
Dwikozy, Grębów, Radomyśl nad Sanem, Sandomierz, Tarnobrzeg, Zaleszany